# Kincaid House
Kincaid House ist ein ehemaliges Herrenhaus in der schottischen Stadt Milton of Campsie in East Dunbartonshire. Heute beherbergt es einen Hotelbetrieb. 1973 wurde Kincaid House in die schottischen Denkmallisten in der höchsten Kategorie A aufgenommen.

## Geschichte
Bereits seit 1690 befand sich an diesem Ort der Stammsitz des Clans Kincaid of that Ilk. Das heutige Kincaid House wurde 1812 fertiggestellt. Als Architekt war David Hamilton für die Planung verantwortlich, der auch 25 Jahre später das wenige Kilometer entfernte Lennox Castle für den Nachfahren John Lennox Kincaid plante. Hierbei wurde das bereits vorhandene Gebäude sowie ein Wintergarten miteinbezogen. Heute ist in Kincaid House ein Hotel untergebracht.

## Beschreibung
Das zweistöckige Gebäude besteht aus poliertem Quaderstein. Die nach Osten weisende Frontseite ist symmetrisch aufgebaut. Der Eingangsbereich befindet sich mittig in einem leicht hervortretenden Turm mit Belvedere. Oberhalb der zweiflügligen Eingangstür ist ein Oberlicht verbaut. Im Obergeschoss darüber befindet sich ein Drillingsfenster mit Rundbögen und verzierten Faschen. Beiderseits des Turms sind im Erdgeschoss ebenfalls jeweils ein Drillingsfenster mit Rundbogen und im Obergeschoss ein rechteckiges Drillingsfenster verbaut. Rundtürme zieren die Gebäudekanten. Umlaufende Zinnen erzeugen einen burgartigen Charakter.